# Dumasia
Dumasia é um género botânico pertencente à família Fabaceae.